# Gulabpura
Gulabpura é uma cidade e um município no distrito de Bhilwara, no estado indiano de Rajastão.

## Geografia
Gulabpura está localizada a 25° 54′ N, 74° 40′ L. Tem uma altitude média de 397 metros (1302 pés).

## Demografia
Segundo o censo de 2001, Gulabpura tinha uma população de 24,349 habitantes. Os indivíduos do sexo masculino constituem 54% da população e os do sexo feminino 46%. Gulabpura tem uma taxa de literacia de 70%, superior à média nacional de 59.5%: a literacia no sexo masculino é de 79% e no sexo feminino é de 59%. Em Gulabpura, 15% da população está abaixo dos 6 anos de idade.